# راننده تاکسی
راننده تاکسی (به انگلیسی: Taxi Driver) فیلم مهیج روان‌شناسانه نئو نوآر آمریکایی به کارگردانی مارتین اسکورسیزی و نویسندگی پل شریدر و محصول سال ۱۹۷۶ است. فیلم‌برداری آن در شهر نیویورک، کمی بعد از پایان جنگ ویتنام انجام شده‌است. رابرت دنیرو، جودی فاستر، آلبرت بروکس، سیبل شفرد، هاروی کایتل، لئونارد هریس و پیتر بویل ستارگان این فیلم هستند.
این فیلم به‌عنوان یکی از مهم‌ترین و جنجال‌برانگیزترین فیلم‌های تاریخ سینما و همچنین توسط منتقدان، کارگردانان و مخاطبان به‌عنوان یکی از بهترین فیلم‌های تمام ادوار شناخته می‌شود. اگرچه این فیلم نامزد ۴ جایزهٔ اسکار (بهترین فیلم، بهترین هنرپیشهٔ مرد برای رابرت دنیرو، بهترین هنرپیشهٔ مکمل زن برای جودی فاستر، و بهترین موسیقی فیلم) شد، ولی نتوانست هیچ‌کدام را تصاحب کند. درعوض، با درخشیدن در جشنواره بین‌المللی فیلم کن، توانست جایزهٔ نخل طلای این جشنواره را ازآنِ خود کند؛ جایزه ای که در بسیاری از نظرسنجی‌ها از جمله در نظرسنجی سال ۲۰۱۹ منتقدان ایندی‌وایر به عنوان برترین جایزه نخل طلای تمام ادوار جشنواره بین‌المللی فیلم کن برگزیده شد
همچنین در سال ۲۰۱۲ طی نظرسنجی نشریه معتبر سایت اند ساوند از دید کارگردانان، پنجمین فیلم برتر تاریخ سینما انتخاب شد.
با وجود نامزد شدن رابرت دنیرو به‌خاطر بازی در نقش تراویس بیکل ۲۶ ساله برای دریافت اسکار، پیتر فینچ به‌خاطر فیلم شبکه، کار برجستهٔ سیدنی لومتِ این جایزه را دریافت کرد. به‌علاوه، بازی جودی فاستر ۱۲ ساله در نقش روسپی خردسال در این فیلم باعث شهرت او شد؛ اجرایی که برایش جایزهٔ بهترین بازیگر نوپای بفتا (آکادمی هنرهای فیلم و تلویزیون بریتانیا) را نیز به ارمغان آورد. البته حضور کودکی خردسال (جودیِ ۱۲ساله) در فیلمی با صحنه‌های خشن و غیراخلاقی، حواشی و انتقاداتی را نیز برای فیلم به دنبال داشت.

## داستان
تراویس بیکل (رابرت دنیرو) شخصیت اصلی این فیلم جوان ۲۶ ساله تنها و افسرده و عضو سابق نیروی دریایی ایالت متحده است که به تنهایی در نیویورک زندگی می‌کند. وی از بی‌خوابی مزمن رنج می‌برد، برای فرار از بی‌خوابی شغل تاکسی‌رانی در شب را انتخاب می‌کند و بیشتر با جنایت‌ها در سطح شهر نیویورک آشنا می‌گردد. در این میانه تراویس شیفته بتسی (سیبل شفرد) که یکی از داوطلبان حاضر در دفتر انتخاباتی سناتور چالز پَلِنتاین، که نامزد انتخابات ریاست جمهوری است، می‌شود. پس از تماشا کردن تعاملات بتسی با همکارش تام از پنجره، تراویس به بهانه داوطلب شدن وارد می‌شود تا با بتسی گفتگو کند و او را به قهوه دعوت کند. با وجود اینکه بتسی در ابتدا از روی کنجکاوی به شخصیت تراویس علاقه‌مند می‌شود، به علت عدم رفتار مناسب از سوی تراویس، او را رد می‌کند. رفتار نامناسب تراویس در دعوت کردنِ بتسی به دیدن یک فیلم پورن در سینما (که خود تراویس به‌طور مرتب می‌بیند) به اوج می‌رسد.
پس از ناامید شدن از بتسی، روند فروپاشی روانی که در تراویس آغاز شده بود، سرعت می‌گیرد. بدین ترتیب تراویس بنا را بر این می‌گیرد که با خشونت جلوی فساد را بگیرد و جامعه‌ای را که برای دفاع از آن در جنگ ویتنام شرکت کرده‌است را، دوباره نجات دهد. در همین راستا، او تمرینات بدنی را آغاز می‌کند و تعدادی اسلحه از یک دلال اسلحه‌های غیرمجاز می‌خرد. یکی از معروف‌ترین صحنه‌های فیلم موقعی رخ می‌دهد که تراویس در مقابل آیینه به تمرین با اسلحه‌های خود مشغول است و به طرز تهدیدآمیزی به خود در آینه می‌گوید «داری با من حرف می‌زنی؟ تو داری با من حرف می‌زنی؟! … حالا ما با هم حرف می‌زنیم!» و اسلحه مخفی خویش را از توی آستین بیرون می‌کشد.
از دیگر شخصیت‌های فیلم ایریس (جودی فاستر)، دختر روسپی ۱۲ساله‌ای است که تراویس برای اولین بار در ابتدای فیلم، هنگامی که ایریس برای فرار از دست قواد خود به تاکسی تراویس وارد می‌شود، او را می‌بیند. منتها تراویس هیچ عکس العملی دربرابر قواد ایریس که او را به زور از تاکسی خارج می‌کند، از خود نشان نمی‌دهد. تراویس برای بار دوم در میانهٔ فیلم، ایریس را در خیابان می‌بیند؛ که او این‌بار به دلیل تحولات روحی، خود را به شکل منجی می‌بیند و برای جبران بی‌تفاوتی خود در دیدار قبل، سعی در قانع کردن ایریس به فرار و برگشتن به زندگی عادی می‌کند.
در این حین تراویس علاقه خاصی به دنبال کردن اخبار مربوط به سناتور پیدا کرده‌است. این علاقه به طرز خاصی تهدیدآمیز است و به نظر می‌آید که تراویس سناتور را به گونه‌ای در شکست عشقی خویش دخیل می‌بیند. در نهایت نیز تراویس در یکی از گردهمایی‌های تبلیغاتی سناتور به‌طور مسلح و به قصد ترور سناتور حضور پیدا می‌کند. منتها پس از شناسایی شدن توسط مأمورین امنیتی فرار کرده و به آپارتمان خود بر می‌گردد. پس از این اقدام نافرجام، به روسپی‌خانه‌ای که ایریس در آن کار می‌کند می‌رود و با اسلحه‌هایی که خریده‌است با جاکش، صاحب روسپی‌خانه و مشتری ایریس درگیر می‌شود. این درگیری‌های خشونت‌آمیز در نهایت به کشته شدن این سه نفر و زخمی شدن تراویس می‌انجامد. در نهایت تراویس با خونسردی سعی به خودکشی با شلیک کردن به سر خود دارد، که به دلیل خالی بودن تفنگ نافرجام می‌ماند. پس از ناموفق بودن خودکشی، تراویس زخمی در کنار آیریس گریان منتظر می‌ماند تا پلیس سر برسد.

حضور تراویس بیکل در کمپین سناتور به قصد ترور او

قسمت پایانی فیلم با نشان دادن تراویس (که در حال گذراندن دوران نقاهت خود است) در حال خواندن نامه‌ای که پدر و مادر آیریس در آن از او به عنوان قهرمان و منجی دخترشان تشکر کرده‌اند، شروع می‌شود. صحنه پایانی فیلم برخورد دوباره تراویس که بر سر کار قبلی خود بازگشته است و بتسی به‌عنوان مسافر است. در این صحنه تراویس با بی‌توجهی به اشاره بتسی به اخبار مربوط به حادثه، قهرمان بودن خود را رد می‌کند؛ و در نهایت بدون دریافت کرایه، بتسی را جلوی خانه‌اش پیاده می‌کند. فیلم با تصویر جلب شدن توجهِ تراویس به شیئی نامشخص در آینهٔ تاکسی خود در حالی که از بتسی دور می‌شود، پایان می‌یابد.

## بازیگران و شخصیت‌ها
- رابرت دنیرو در نقش تراویس بیکل
- جودی فاستر در نقش آیریس «ایزی» استینسما
- هاروی کایتل در نقش متیو «اسپورت» هیگینز
- سیبل شفرد در نقش بتسی
- آلبرت بروکس در نقش تام
- لئونارد هریس در نقش سناتور چارلز پلنتاین
- پیتر بویل در نقش «جادوگر»
- هری نورث‌آپ در نقش پسر پیاده
- مارتین اسکورسیزی در نقش مسافری که سایه‌های پشت پنجره خانه را می‌پاید
- ویکتور آرگو در نقش ملیو
- استیون پرینس در نقش «ایزی اندی»
- جو اسپینل در نقش افسر پرسنل
- باب ماروف در نقش آنتونی اسکیلسو، مافیوزو

## تفسیر پایان فیلم
دو نظر متفاوت راجع به پایان فیلم وجود دارد. نظر اول مبتنی بر این است که قسمت پایانی فیلم که ممکن است رؤیای هنگام مرگ تراویس باشد در واقع نشانی از رستگاری اوست.
نظر دیگر مبتنی بر این است که نه تنها پایان فیلم رؤیا نیست بلکه اشاره‌ای کنایه آمیز به بازی سرنوشت است. تراویس در حالی به عنوان قهرمان توسط رسانه‌ها مورد تشویق قرار می‌گیرد که اگر کمی در تلاش اولیه خود موفق‌تر می‌بود به عنوان قاتل روانی سناتور شناخته می‌شد. به همین صورت کسی به عنوان شهروند نمونه معرفی می‌شود که تمایلات تندرو و خشونت طلبانه دارد.
مارتین اسکورسیزی، کارگردان فیلم، امکان اینکه پایان فیلم رؤیای تراویس باشد را رد نکرده‌است. منتها او اشاره می‌کند که جلب شدن توجه تراویس به شیئی نامشخص در صحنه پایانی فیلم نشانی از امکان بازگشت او به تمایلات خشونت طلبانه او دارد. او تراویس را به بمبی ساعتی که هر لحظه امکان انفجارش وجود دارد تشبیه می‌کند به این معنا که او در پایان فیلم درمان نشده‌است و احتمالاً دفعهٔ بعدی یک قهرمان نخواهد بود. در خلاصه باید بگوییم نبوغ ذاتی اسکورسیزی توانست یکی از بهترین و ماندگارترین فیلم‌های تاریخ را بسازد.

## حواشی فیلم
جان هینکلی جونیور با تأثیر گرفتن از این فیلم، با هدف تحت تأثیر قرار دادن جودی فاستر به جان رونالد ریگان رئیس‌جمهور وقت ایالات متحده سوءقصد کرد که منجر به زخمی شدن وی و همراهانش شد. هینکلی که در خیال خود عاشق فاستر شده بود، دست کم ۱۵ بار فیلم را تماشا کرد. فیلم راننده تاکسی در دادگاه او نیز برای قضاوت پخش شد.